# フローレンス法
フローレンス法（Florence Treatment、欧米ではLobster、Lobster Project 2.0などとも）とは、ヨーロッパ、アジアや南アメリカの国で導入されている先進的な脊柱管狭窄症の治療である。
棘突起間にスペーサーを入れることで、脊柱の回旋を維持しながら、椎体の安定化を図り、脊柱管を広げて、痛み・しびれなどの症状が解消させる。
フローレンス法の治療における世界的第一人者であるS.Marcia医師は、99.6％の患者が症状の改善がみられたと報告している。

## 歴史
フローレンス法で使用されるLobsterスペーサーは2015年にイタリアでTechlamed社により開発され、その第2バージョンがDiametros Medical有限会社により設計された医療機器である。
LobsterスペーサーはCEマーキングを取得している。
Lobsterスペーサーを用いた脊柱管狭窄症の治療は2016年から行われている。イタリアはもちろん、ヨーロッパ、アジア、アメリカの様々な国々にも導入されている。日本では2024年より導入されており、現在日本でフローレンス法を受けられるのがまだ一施設にのみである。
日本においては医薬品医療機器等法上の承認を得ていない未承認医療機器であるが、「医師等の個人輸入」により適法な輸入許可を得ている。日本では、未承認医療機器を、医師の責任において使用することができる。
日本国内において承認されている医療機器はX-STOPがあるが、2015年からメーカー（メドトロニック社）の方で販売中止となっているため、現在は日本において承認されている医療機器での治療が行われていない。

### Lobsterスペーサーについて
Lobsterスペーサーは、チタン製の棘突起間スペーサーである。中央にある胴体と開閉可能な4つの羽根で構成されている。胴体が上下の2つの椎体棘突起の間に挿入されるような設計となっている。スペーサーは挿入後、羽根を開くことで椎体にて固定される。
Lobsterスペーサーは6つのサイズがあり、患者の骨格に合うもので施術される。

## 適応疾患・症状
フローレンス法は以下の疾患に対して有効な治療法である。
- 脊柱管狭窄症
- 椎間関節症
- グレード１のすべり症
- 椎間板性疼痛のある椎間板ヘルニア

フローレンス法は次のような症状があり、6ヶ月間も持続している場合に適応とされる。
- 足や臀部の痛みがある
- 鼠径部痛がある
- 腰が痛い
- 間欠性跛行がある

### 禁忌
スペーサーの成分や麻酔薬によるアレルギーがあることが知られている方、骨粗鬆症と診断されている方、重度の肥満のある方、うつ病、その他痛みの解釈が困難な状態にある方には使用できない。また、妊娠中の方も適応外となる。

## 作用機序
フローレンス法は、専用道具を用いての施術となる。
局所麻酔下で（または局所麻酔と鎮静で）、X線透視装置を使用しながら、背中を1-2cm程度切開して、治療する腰椎の棘突起の間に専用チューブを留置し、スペーサーを挿入する。施術は経皮的に側方から行われる。
スペーサーを棘突起間に設置したら、羽根を開けて狭くなった脊柱管を広げる。
脊柱管が広げることで、神経の圧迫がとれ、痛み・しびれなどの症状が消失する。

### フローレンス法のメリット[2]
- 大きな切開をせず、骨を削らず、靭帯等を損傷しない、リスクの少ない低侵襲治療
- 椎弓切除術に代わる治療法
- 間欠性跛行の症状を改善できる
- 短時間の施術で入院が必要なく、日帰りで治療できる
- 日常生活は翌日から可能
- 固定術後と違って、治療後の背中の動きに制限がない
- 外科的手術後の効果がなかった場合でも治療を受けられる
- 高齢者でも治療を受けることができる
- 施術中に挿入した直後でも、挿入から一定期間後（数日から数ヵ月後）でも安全に除去できる[11]

### フローレンス法のデメリット
- 脊柱管狭窄症の原因によっては治療効果が出にくい、もしくは適用外となるケースもある
- 海外では数千件の治療実績があるが、日本での実績がまだ少ない[6]
- 治療後にスペーサーの入れ替えや除去が必要な場合もある[11]

## 期待できる効果
フローレンス法でスペーサーを挿入することで、狭くなっていた脊柱管が拡大され、神経の圧迫がとれて、腰痛や間欠性跛行などの症状が改善する。
施術は切開をせず経皮的に行われるため、背骨の安定を図る靭帯が損傷せず温存する。それで、スペーサーのずれを防止し、背骨の不安定性を軽減できる。
論文では、治療後に合併症の報告がないこと、3ヶ月で症状が有意に軽減する、治療後に椎間孔の平均面積が増加すると紹介されている。
治療後の症状改善は、個人差があるが、治療後すぐに下肢の感覚異常が治る場合もある。
フローレンス法の治療における世界的第一人者であるS.Marcia医師によると、99.6％の患者が症状の改善がみられ、治療前の平均VASスコアが7.8から治療6ヵ月後に2.9に、治療前のZCQの平均値が56.4から治療6ヵ月後に28.6に減少したという。

## 副作用
- スペーサー挿入により、神経や硬膜など周辺組織の損傷の可能性がある。
- 脊柱管拡大が不十分な場合は、間欠性跛行等の症状が再発する可能性がある。
- 脱臼や棘突起骨折の可能性がある。[13]

その他、一時的な排尿障害、アレルギー反応などが発生する可能性がある。